# McKittrick (Misuri)
McKittrick es un pueblo ubicado en el condado de Montgomery en el estado estadounidense de Misuri. En el Censo de 2010 tenía una población de 61 habitantes y una densidad poblacional de 267,64 personas por km².

## Geografía
McKittrick se encuentra ubicado en las coordenadas 38°44′8″N 91°26′42″O / 38.73556, -91.44500. Según la Oficina del Censo de los Estados Unidos, McKittrick tiene una superficie total de 0.23 km², de la cual 0.23 km² corresponden a tierra firme y (0%) 0 km² es agua.

## Demografía
Según el censo de 2010, había 61 personas residiendo en McKittrick. La densidad de población era de 267,64 hab./km². De los 61 habitantes, McKittrick estaba compuesto por el 100% blancos, el 0% eran afroamericanos, el 0% eran amerindios, el 0% eran asiáticos, el 0% eran isleños del Pacífico, el 0% eran de otras razas y el 0% pertenecían a dos o más razas. Del total de la población el 0% eran hispanos o latinos de cualquier raza.